# Daucus pedunculatus
Daucus pedunculatus är en växtart i släktet morötter och familjen flockblommiga växter. Den beskrevs av Baker f. och fick sitt nu gällande namn av Banasiak, Spalik och Reduron.

## Utbredning
Arten återfinns i östra Afrika, från Sudan i norr till Moçambique i söder.